# The Black Parade
The Black Parade is het derde album van de Amerikaanse band My Chemical Romance. Het album kwam uit op 24 oktober 2006. Het is het tweede album van de band onder een groot muzieklabel. Het album is wereldwijd meer dan 3 miljoen keer verkocht.
Het album heeft vier succesvolle singles. Deze zijn genaamd Welcome to the Black Parade, Famous Last Words, I Don't Love You en Teenagers. Het album ontving ook een grammy-award, en heeft een eigen Guitar Hero-versie voor de Xbox.

## Verhaal
In dit album staat het thema 'de Dood' centraal. Gerard Way bezingt het verhaal van 'The Patient', een personage van een man wiens leven is geëindigd, en wie nu door de dood wordt ontvangen. In het nummer Welcome To The Black Parade wordt The Patient opgehaald door de dood. Het idee van de zanger was dat de dood men ophaalt in hun beste herinnering. Zo dus wordt The Patient opgehaald in de vorm van een parade waar hij als kleine jongen was. In dit album deelt Gerard Way behalve het verhaal van The Patient ook zijn eigen verhaal. Hij gaat in op zijn verleden met verslavende middelen en andere problemen in zijn leven.

## Live
De nummers op dit album werden gedaan door het alter-ego van de band, genaamd: The Black Parade. Tijdens de live optredens van de band werden de uniforms gebruikt zoals deze ook te zien zijn in de videoclips. Deze uniforms zijn lichtelijk afgeleid van de uniformen die de Beatles droegen voor het album Sgt. Pepper's Lonely Hearts Club Band. De live optredens brachten ook de hele opera in beeld, waarbij de tracklist altijd van nummer 1 tot 13 in volgorde werd gespeeld. Op 7 oktober 2007 werd het laatste optreden als The Black Parade gedaan.

## Track list
Nummer.	Titel
1. The End
2. Dead!
3. This Is How I Disappear
4. The Sharpest Lives
5. Welcome To The Black Parade
6. I Don't Love You
7. House of Wolves
8. Cancer
9. Mama
10. Sleep
11. Teenagers
12. Disenchanted
13. Famous Last Words
14. hidden track: Blood
15. bonus track: Heaven Help Us